# 4388 Jürgenstock
A 4388 Jurgenstock (ideiglenes jelöléssel 1964 VE) a Naprendszer kisbolygóövében található aszteroida. Az Indiana Egyetem fedezte fel 1964. november 3-án.